# 新期造山帯
新期造山帯（しんきぞうざんたい）は、中生代・新生代以降の造山運動を受けた場所。プレートテクトニクス理論以前からある古い用語であり、「造山」という語が山体の形成を想起させることから地形の区分のように扱われることもあるが、これは正しい説明ではない。新期造山帯には高峻な山脈も多く見られるが、それは造山運動の結果に過ぎず、新期造山帯の本質ではない。
世界の新期造山帯は環太平洋造山帯とアルプス・ヒマラヤ造山帯に二分される。これらはプレートの収束型境界に位置し、地震・火山活動が活発であるところが多い。新期造山帯の山脈は新しい時代に形成されたため浸食を受け続けた期間が短く、急峻な山地をなす。ヒマラヤ山脈やアンデス山脈などが主な例として挙げられる。
新期造山帯には、激しい造山活動の作用によって、金・銀･銅・スズ・亜鉛などの非鉄金属をはじめとする地下資源が豊富に存在する。なお、かつては石油も褶曲・断層など石油のたまりやすい地質構造（背斜）をもった新期造山帯やその周りの地層から産出されると考えられてきたが、背斜は新期造山帯だけに存在する地質構造でないため、石油の分布を新期造山帯と結びつけることはなくなった。実際に新期造山帯に油田が分布するのはイランや中南米などの一部地域に限られる。